# 도리아스
도리아스(Doriath)는 《실마릴리온》에 등장하는 국가이다. 신다르 대왕 싱골과 여왕 멜리안의 통치가 이뤄지는 벨레리안드의 가장 안정된 지역 중 하나였다. 수도는 천개의 동굴 메네그로스이다.

## 개요
도리아스는 실종되었던 엘웨가 멜리안과 함께 돌아온 후에 가운데땅에 남아있던 텔레리들을 모아 세운 요정왕국이다. 여주인인 멜리안이 마이아였기 때문에 아이누의 지식을 전수받을 수 있었다. 그리하여 도리아스는 발리노르에 정착한 바냐르와 놀도르에 필적할만큼 번영할 수 있었다.
벨레리안드의 첫 전투 이후에 모르고스로부터 왕국을 보호하기 위해 멜리안의 장막이라는 마법적인 장막으로 보호되고 있었다. 이때문에 싱골 혹은 멜리안보다 약하거나 그들의 허가가 없다면 들어오는 것이 불가능했기에 망명 놀도르들이 세운 왕국에 비해 악의 세력에게 비교적 안전했다.

## 역사
나무의 시대 1152년 엘웨와 멜리안은 에글라도르(Eglador)를 건설하고 벨레리안드 전역의 통치권을 선포한다. 회색 요정인 신다르를 다스리는 엘웨에게는 회색망토라는 뜻의 싱골로라고 불리게 되었고, 이를 신다린 식으로 발음한 싱골이라는 이름으로 불리게 되었다.
나무의 시대 말 영생목을 죽인 뒤 앙그반드로 귀환한 모르고스는 가운데땅을 지배하기 위해 벨레리안드의 첫 전쟁을 벌인다. 전쟁이 끝난 뒤에 멜리안이 마법의 장막으로 에글라도르를 감쌌고 이때부터 에글라도르는 울타리의 땅이라는 의미의 도리아스(Doriath)로 불리게 된다.
이후 태양의 제1시대까지 도리아스는 번영을 누린다. 그러나 싱골의 외동딸인 루시엔과 사랑에 빠진 인간 베렌이 싱골이 요구한 실마릴을 진짜로 가져오면서 도리아스에는 실마릴의 저주가 내려진다. 실마릴의 아름다움에 현혹된 싱골은 이 보석을 후린에게서 받은 나우글라미르에 박아넣으려고 난쟁이들에게 의뢰를 요구한다. 그러나 난쟁이들 또한 실마릴의 아름다움에 눈이 멀어 싱골을 살해한 뒤 도망친다.
싱골이 난쟁이에게 살해되자 멜리안은 더 이상 가운데땅에 남을 이유가 사라졌기 때문에 나머지 일을 마블룽에게 맡기고 발리노르로 떠난다. 그녀가 떠나자 멜리안의 장막을 비롯해 그녀가 걸어두었던 모든 마법이 사라져서 도리아스는 위협에 그대로 노출된다. 싱골의 뒤를 이어 디오르 엘루킬이 즉위하여 도리아스의 부흥에 힘썼지만, 디오르가 가지고 있던 실마릴을 노린 페아노리안이 제 2차 동족살상을 일으킨다. 이때 디오르와 님로스가 살해당하고, 그의 두 아들은 행방불명된다. 이리하여 도리아스는 완전히 멸망한다. 겨우 살아남은 디오르의 고명딸 엘윙만이 난민들을 이끌고 남하했고 시리온 하구에 정착하였지만 또 다시 절망스러운 고통의 시간을 겪는다. 이후 신다르 중에 난쟁이와 놀도르에 원한을 품은 경우가 생겼다.

## 도리아스와 관련된 등장인물
- 싱골
- 멜리안
- 루시엔
- 베렌
- 디오르 엘루킬
- 님로스
- 벨레그
- 마블룽
- 후린
- 투린 투람바르